# Danh sách làng nghề truyền thống ở Bắc Ninh

## Làng nghề truyền thống
- Làng tranh dân gian Đông Hồ
- Làng nghề nem Bùi Ninh Xá (Thuận Thành)
- Làng Gỗ mỹ nghệ Hương Mạc
- Làng gò đúc đồng Đại Bái
- Làng dệt Tam Tảo
- Làng dệt Hồi Quan
- Làng Gỗ mỹ nghệ Tam Sơn
- Làng gốm Phù Lãng
- "Làng" Giấy Phong Khê
- Làng Gỗ mỹ nghệ Đồng Kỵ
- Làng nghề sắt thép Đa Hội
- Làng Gỗ mỹ nghệ Mai Động
- Làng Gỗ mỹ nghệ Phù Khê
- Làng tơ tằm Vọng Nguyệt
- Làng đúc phế liệu Mẫn Xá
- Làng tre Xuân Lai
- Làng nghề Rượu Đại lâm
- Làng nghề đúc đồng Quảng Bố
- Làng nghề bún Khắc Niệm